# イパネマの娘
「イパネマの娘」（イパネマのむすめ、ポルトガル語: Garota de Ipanema、英語: The Girl from Ipanema）は、ブラジルのアントニオ・カルロス・ジョビン（トム・ジョビン）が1962年に作曲したボサ・ノヴァの歌曲である。

## 概要
ポルトガル語の原詞はヴィニシウス・ヂ・モライスが、英語詞はノーマン・ギンベルがそれぞれ作詞した。 
ビートルズの「イエスタデイ」などに次いで、世界中で多くカヴァーされたポピュラー・ソングの一つといわれ、ボサ・ノヴァのナンバーとしてはもっとも著名な曲となっている。
なお、「イパネマ」とはブラジルのリオデジャネイロ市内に位置するコパカバーナ海岸隣りのイパネマ海岸のことである。

## 作曲・発表
ミュージシャンで作曲家であるジョビンと、ブラジル政府の外交官でジャーナリストでもある詩人のモライスは、1957年以来コンビを組んで作詞・作曲を行い、ボサ・ノヴァのムーブメントを牽引してきた。
ただ、ジョビンの才能を惜しんでその存在を独占したがったモライスと、活動の幅を広げたがったジョビンとの思惑は徐々にすれ違うようになり、この「イパネマの娘」を最後にコンビは解消されている。もっとも２人の友情自体はモライスが死去するまで続いた。

### エロイーザ

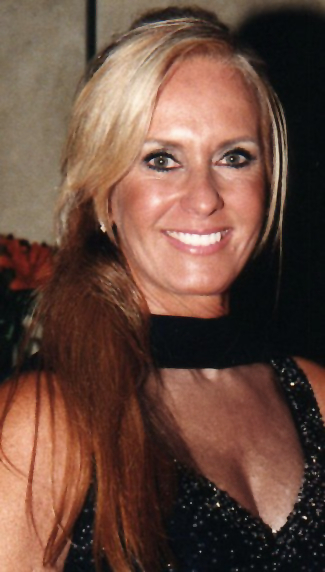
『イパネマの娘』ことエロイーザ・ピニェイロ（2006年）

この曲が作られる過程で伝説的に語られている、以下のエピソードがある。
当時、ジョビン、モライスなどのボサ・ノヴァ・アーティストたちは、リオデジャネイロのイパネマ海岸近くにあったバー「ヴェローゾ（ポルトガル語: Veloso）」にたむろして酒を飲むことが多かった。
このバーに、近所に住む少女エロイーザが、母親のタバコを買いにしばしば訪れていた。彼女は当時10代後半、170cmの長身でスタイルが良く、近所でも有名な美少女であった。
ジョビンもモライスも揃って非常なプレイボーイであり、殊にモライスはその生涯に9度結婚したほどの好色家であった。女好きの彼らはエロイーザの歩く姿に目を付け、そこからインスピレーションを得て、「イパネマの娘」を作ることになった。
この際、ジョビンとモライスが、ヴェローゾの店内で即席に曲を作ったという説が広く流布しているが、実際の作詞・作曲自体はそれぞれの自宅である程度の期間をかけて行われたもので、伝説とはやや異なる。
作曲のきっかけの場となったバー「ヴェローゾ」は、のちにこの曲にちなみ「ガロータ・ヂ・イパネマ」と改称され、2007年現在でも営業が続いている。
また、エロイーザ自身も2001年に「ガロータ・ヂ・イパネマ」という名のブティックを開き、この曲の楽譜と歌詞を印刷したTシャツを販売した。これに対してジョビンとモライスの著作権継承者たちが訴訟を起こしたが、裁判所はエロイーザに有利な判決を下し、エロイーザはサンパウロとリオデジャネイロにこのブティックの支店を展開した。
ちなみにエロイーザは2023年7月7日で80歳になったという。

### 歌詞
モライスによるオリジナルのポルトガル語歌詞は、海岸を歩き去る少女への届かぬ想いを物悲しく訴える歌詞である。モライスの叙情性がよく表れた歌詞で、彼の代表作の一つである。
ノーマン・ギンベルの英語詞も、モライスの原詞を意味の上では追っているものの、格調はやや劣るきらいがある。

### 発表
1962年8月2日から45日間にわたり、リオデジャネイロ・コパカバーナのナイトクラブ「オ・ボン・グルメ」において連続ステージショー「エンコントロ」が開催された。ジョビン、ジョアン・ジルベルト、そして（歌の素人である）モライスという「ボサ・ノヴァの創始者」3人が共演するという夢の顔合わせである。「エンコントロ」（出会い）というタイトルもこれにちなむものであった。彼ら3人が共演したのはこのショーの時だけである。
『イパネマの娘』が発表されたのはこのショーでのことで、男性コーラスグループのオス・カリオカスのサポートのもと3人が歌った新曲は大評判となった。気をよくしたモライスは、以来本格的に歌手稼業へ進出した。
この際、モライスらしいとぼけたエピソードがある。外務省から「外交官のクラブ出演はけしからん」ととがめられたモライスは「自分は報酬は貰わない」として出演し、代わりに客として訪れる友人たちの飲食代をただにするようクラブの支配人に要請した。ところが毎晩のショーを見に来る友人たちはみな大酒飲みの大食家で、モライス自身も酒を勧められては始終酔い続けていたため、あまりにも飲み代がかさんで足を出し、ショー終了後に出演者のモライスが金を払う羽目になった。
最初のコマーシャルなレコーディングは1962年のペリー・ヒベイロによるオデオン盤であった。ジョビン、モライスとも、その後多くのライブやアルバムにおいて、「イパネマの娘」を再演している。

## 英語版「イパネマの娘」

### 英語詞の事情
外国語曲を積極的に聴く態度を欠くアメリカの大衆リスナーへ外国曲を売り込む場合、英語詞は不可欠であった。これらは多くの場合、2線級のアメリカ人作詞家が手がけることが多かったが、原曲の詞とは全く異なった内容で書かれた安易な「やっつけ仕事」も少なくなく、原作者たちの不満の元になった。
またアメリカやフランスにおける著作権の仲介者たちは、中間マージンを多量に得ようと、外国人たちの無力な立場に乗じ、原作者不利な契約を結ばせた。ボサ・ノヴァでもそれは例外でなく、もっともひどい例ではジョビンとモライスの作った曲が、彼らと無関係に勝手に「フランス人の作曲したもの」として著作権登録されてしまったケースすらあった。
「イパネマの娘」においても作詞者と著作権仲介者を兼ねたノーマン・ギンベルが、アメリカでの著作権料のうち相当部分を得ることになった。ジョビンはこれに懲りて、その後は自曲の英語詞についても極力自力で書こうとするようになったという。

### 『ゲッツ/ジルベルト』
世界的にもっとも有名な「イパネマの娘」は、ヴァーヴ・レコードから発売されたアルバム『ゲッツ/ジルベルト』に収録されたバージョンである。1963年3月、スタン・ゲッツ（テナー・サックス）、ジョアン・ジルベルト（ギター、ポルトガル語のボーカル）、アントニオ・カルロス・ジョビン（ピアノ）、アストラッド・ジルベルト（英語のボーカル）の4人はニューヨークのA&Rレコーディング・スタジオでこの作品を録音した。
通説ではアストラッドは当初歌う予定はなく、夫のジョアンにつきあってスタジオに来て、たまたま歌ってみたところ、あまりにできが良かったのでそのままレコーディングされたとの伝説がある。実際にはアストラッドはブラジルで若干の歌手活動の経験もあり、全くの素人ではなかった。アストラッド自身による売り込みがあり、コマーシャリズム面からの手腕に長けたプロデューサーのクリード・テイラーが、英語を話せ、かつ歌えるアストラッドの商業的価値を計算し、宣伝効果を狙って「飛び入り参加のハプニングであった」とする筋書きを描いたと言われている（ジョアン・ジルベルトは英語を話せなかった）。
『ゲッツ/ジルベルト』は録音から1年後の1964年3月に発表された。同年5月、ジョアンのポルトガル語歌唱部分を（シングル版に収まらないという理由で）切り捨てて、残りを切り継ぐ形でシングル・カットされた。B面はゲッツの1964年のアルバム『リフレクションズ』に収録された「風に吹かれて」であった。英語版「イパネマの娘」は同年7月18日から7月25日にかけて2週連続でビルボード・Hot 100の5位を記録。また、イージーリスニング・チャートで1位を記録し、グラミー賞最優秀レコード賞を受賞した。
ゲッツのボサ・ノヴァに対する理解は十分なものではなく、また彼生来の傲慢な性格からジョアンやアストラッドに対しても冷淡な態度を取った（録音後、ゲッツがテイラーに「アストラッドにはギャラを出すな」と命令したエピソードが知られている）。ジョアンもゲッツの横柄な態度やボサ・ノヴァへの無理解、テイラーのビジネス優先な扱いに、いたく心証を害した。スタジオで両者の間に挟まれてしまったトム・ジョビンが苦労したというエピソードが残っている。
アストラッドは「イパネマの娘」のヒットによってアメリカで人気歌手となったが、ジョアンとアストラッドは程なく離婚している。アストラッドはクリード・テイラーの後押しによって多くのボサ・ノヴァ曲を英語で歌唱し、「ボサ・ノヴァの女王」とまで呼ばれて世界的にボサ・ノヴァ歌手として有名になったが、実はボサ・ノヴァ発祥の地であるブラジル本国ではこのヒット後もほとんど知名度のない存在であった。なお、アストラッドが片言の日本語歌詞で歌うバージョンも存在する。
この史実は、ボサ・ノヴァがアメリカ的コマーシャリズムに蹂躙された代表例として批判され、コアなボサ・ノヴァ愛好者たちからアルバム『ゲッツ/ジルベルト』およびアストラッド・ジルベルトが複雑な扱いを受ける一因にもなっている。

## 主なその他のバージョン
- アントニオ・カルロス・ジョビン
  - 1963年8月のアルバム『イパネマの娘（英語: The Composer of Desafinado, Plays）』に収録。インストゥルメンタル。ジョビンはギターとピアノを演奏。
  - 1970年のアルバム『潮流（英語: Tide）』に収録。デオダートの編曲によるインストゥルメンタル。
  - 1980年のアルバム『テラ・ブラジリス（英語版）』に収録。
- ナンシー・ウィルソン  - 1964年のアルバム『愛しているのに（英語版）（英語: How Glad I Am）』[注 6]。
- ペギー・リー - 1964年のアルバム『恋に誓って（英語版）（英語: In the Name of Love）』に収録[注 6]。
- チャド&ジェレミー - 1965年のアルバム『シング・フォー・ユー（英語版）』に収録。
- アンディ・ウィリアムスとアントニオ・カルロス・ジョビン - 1964年および1965年3月放映の『アンディ・ウィリアムス・ショー』にて披露。ウィリアムスとジョビンの歌唱。
- ナット・キング・コール - 1965年のアルバム『L-O-V-E（英語版）』に収録。
- クリス・モンテス - 1966年のアルバム『タイム・アフター・タイム（英語: Time After Time）』に収録。
- シェール - 1966年のアルバム『決定盤「これがシェール」（英語版）（英語: The Sonny Side of Chér）』に収録。
- ミセス・ミラー - 1966年のアルバム『Will Success Spoil Mrs. Miller?』に収録[8]。
- ルー・ロウルズ - 1966年のアルバム『ルー・ロウルズ・ライブ（英語: Live!）』に収録。
- フランク・シナトラとアントニオ・カルロス・ジョビン - 1967年のアルバム『フランク・シナトラ&アントニオ・カルロス・ジョビン（英語版）』に収録。シナトラとジョビンの歌唱。
- ヘレン・メリル - 1967年に渡辺貞夫クインテットをバックに東京で録音したアルバム『ボサ・ノバ・イン東京（英語: Bossa Nova in Tokyo）』に収録[9][注 6]。
- 渡辺貞夫 - 1967年のアルバム『イパネマの娘』に収録。
- エロル・ガーナー - 1968年のアルバム『Up in Erroll's Room』に収録。
- ナラ・レオン
  - 1971年のアルバム『美しきボサノヴァのミューズ（英語版）（ポルトガル語: Dez Anos Depois）』に収録。
  - 1985年のアルバム『イパネマの娘（ポルトガル語: Garota de Ipanema）』に収録。
- ソニア・ローザ
  - 1970年のアルバム『Sensitive Sound of Sonia Rosa』に収録。
  - 1974年のアルバム『Spiced With Brazil』に収録。大野雄二との連名で発表[10]。
- バーニー・ケッセル - 1977年のアルバム『Live at Sometime』に収録。
- エリス・レジーナ - 1982年のアルバム『13thモントルー・ジャズ・フェスティバル（英語: 13th Montreux Jazz Festival）』に収録[11]。
- 小野リサ
  - 1997年のアルバム『Amigos』に収録。
  - 2007年のアルバム『The Music of Antonio Carlos Jobim “Ipanema”』収録。
- 飯田圭織 - 2003年のアルバム『オサヴリオ〜愛は待ってくれない〜』に収録。
- 小泉ニロ - 2008年のアルバム『Bossa@NILO –Ipanema–』に収録。
- 平賀マリカ - 2008年のアルバム『Batucada Jazz’n’ Bossa』に収録。
- アレックス・チルトン（英語版） - 2013年発表のライブ・アルバム『エレクトリシティ・バイ・キャンドルライト（英語: Electricity by Candlelight / NYC 2/13/97）』に収録。録音は1997年[12]。